# Nobujuki Abe
Nobujuki Abe (japonsky: 阿部 信行; 24. listopadu 1875 Kanazawa – 7. září 1953 Tokio) byl japonský generál a politik, premiér Japonska v letech 1939–1940. Během svého premiérského mandátu krátce též držel post ministra zahraničí. Byl rovněž posledním japonským generálním guvernérem Koreje (1944–1945).

## Život
Narodil se v samurajské rodině. Jeho švagrem byl admirál japonského císařského námořnictva Šigejoši Inoue. Ještě jako student střední školy se Abe dobrovolně přihlásil k vojenské službě během první čínsko-japonské války. Po válce absolvoval Japonskou císařskou vojenskou akademii (Rikugun Šikan Gakkó), absolvoval roku 1897. Následujícího roku byl povýšen na podporučíka, v listopadu 1900 na poručíka. V roce 1901 absolvoval na armádní dělostřelecké škole. V listopadu 1903 byl povýšen na kapitána a zapsal se do Armádní válečné školy (Rikugun Daigakkó), kde absolvoval v listopadu 1907. Ultranacionalistický generál Araki Sadao zde byl jedním z jeho spolužáků.
V prosinci 1908 byl povýšen na majora a v září 1909 se stal instruktorem na Armádní válečné školy. V listopadu 1910 byl vyslán do Německa jako vojenský atašé na japonském velvyslanectví a v únoru 1913 se stal atašé na velvyslanectví ve Vídni. V února 1915 byl povýšen na podplukovníka a v červenci 1918 na plukovníka. V letech 1918 až 1921 sloužil jako velitel 3. pluku polního dělostřelectva. V srpnu 1918 byl jeho pluk poslán na Sibiř během sibiřské intervence, ale nikdy se nezúčastnil boje. Dne 3. června 1921 se stal tajemníkem Armádní válečné akademie a 15. srpna 1922 byl povýšen na generálmajora. Dne 6. srpna 1923 byl jmenován ředitelem divize všeobecných záležitostí císařského generálního štábu a 3. září 1923 byl pověřen dohledem nad stanným právem po ničivém zemětřesení v Kantó.
Dne 28. července 1926 byl jmenován ředitelem pro záležitosti vojenské služby na ministerstvu války a 5. března 1927 byl povýšen na generálporučíka. Od roku 1928 působil jako náčelník úřadu pro vojenské záležitosti a jako náměstek ministra války. Od 22. prosince 1930 velel 4. pěší divizi. V lednu 1932 byl jmenován velitelem japonské tchajwanské armády a 19. června 1933 byl povýšen na generála. Po službě v Nejvyšší válečné radě byl 10. března 1936 přeřazen do záloh.
Po pádu kabinetu Kiičiró Hiranumy byli očekávanými civilními kandidáty Fumimaro Konoe nebo Kóki Hirota, armáda a ultranacionalisté silně podporovali generála Ugakiho Kazušigeho. Poté, co genró Kinmoči Saiondži (jenž premiéra, silou neformální autority, tradičně vybíral) prohlásil, že postrádá nadšení pro kteréhokoli z těchto kandidátů, byla armáda připravena prosadit svou vůli silou. Ugaki však onemocněl a byl hospitalizován. Generál Abe, v politických kruzích poměrně málo známý, tak byl překvapivou kompromisní volbou. Měl tu výhodu, že nepatřil k žádné armádní ani politické frakci a byl také podporován japonským císařským námořnictvem. Na druhou stranu jím mnoho vyšších armádních důstojníků opovrhovalo pro jeho naprostý nedostatek bojových zkušeností.
Abe se stal premiérem 30. srpna 1939. Současně zastával portfolio ministra zahraničí. Během své vlády, která trvala pouhé čtyři měsíce, se snažil co nejrychleji ukončit druhou čínsko-japonskou válku a zachovat neutralitu Japonska v evropském konfliktu, který právě v té době vypukl. Také se stavěl proti snahám elementů v armádě vytvořit politicko-vojenskou alianci s nacistickým Německem a fašistickou Itálií. Toto spojenectví však ultranacionalisté stále více podporovali a Abe ztrácel podporu jak v armádě, tak v politických stranách. V lednu 1940 tak byl nahrazen Micumasou Jonaiem.
Poté byl vyslán armádou jako zvláštní vyslanec do Číny, aby radil Japonskem podporovanému režimu Wang Ťing-weje v Nankingu a vyjednal smlouvu zajišťující japonské ekonomické a vojenské výhody v severní Číně. Abe zůstal jako japonský velvyslanec v Nankingu až do prosince 1940.  Po svém návratu do Japonska byl v roce 1942 jmenován do Sněmovny šlechticů. V letech 1944 až 1945 byl generálním guvernérem Koreje.
Po druhé světové válce byl zbaven všech veřejných funkcí a zatčen americkou okupační správou. Nebyl však obviněn z žádných válečných zločinů a brzy byl propuštěn.